# Zaleśce (rejon żydaczowski)
Zaleśce – wieś na Ukrainie w rejonie żydaczowskim należącym do obwodu lwowskiego nad Dniestrem.

## Położenie
Na podstawie Słownika geograficznego Królestwa Polskiego i innych krajów słowiańskich: Zaleśce to wieś w powiecie bóbreckim, 31 km na południe od Bóbrki, 8 km na zachód od sądu powiatowego i urzędu pocztowego w Chodorowie.